# Ван Хекке, Пребен
Пребен Ван Хекке (нидерл. Preben Van Hecke; род. 27 июля 1988 в Дендермонде, Бельгия) — бельгийский профессиональный шоссейный велогонщик. Чемпион Бельгии 2015 года в групповой гонке.

## Достижения
2002
1-й Триптик дез Барраж
2003
1-й Омлоп Хет Волк U23
1-й Кольцо Валлонии
1-й — Этап 6 Тур Нормандии
2004
1-й — Этап 2 Стер Электротур
1-й Тур Северных Нидерландов
2006
1-й Схал Селс
2-й Этуаль де Бессеж
2007
3-й Этуаль де Бессеж
2008
1-й  Горная классификация Три дня Де-Панне
2-й Гран-при Зоттегема
2010
3-й Дрёйвенкурс Оверейсе
2012
1-й Омлоп ван хет Васланд
2013
1-й Антверпсе Хавенпейл
1-й Гран-при Соммы
2014
1-й  Бойцовская классификация Тур Омана
2015
1-й  Чемпионат Бельгии в групповой гонке
3-й Дварс Вламсе Арденнен
2016
1-й Омлоп ван хет Васланд
2017
1-й  Горная классификация Тур Норвегии
2018
1-й  Горная классификация Вуэльта Валенсии
3-й Тур Дренте
3-й Грейт Вор Ремембренс Рейс
2019
1-й  Бойцовская классификация Тур Омана

## Статистика выступлений

### Гранд-туры
| Гонка           | 2006 |
| --------------- | ---- |
| Джиро д'Италия  | 140  |
| Тур де Франс    | —    |
| Вуэльта Испании | 83   |

| — | Не участвовал |